# Ouéoulo
Ouéoulo este o comună din regiunea San-Pedro, Coasta de Fildeș.